# 西和良村
西和良村（にしわらむら）は、かつて岐阜県郡上郡に存在した村である。和良川の支流入間川・鬼谷川、津保川の支流小那比川流域に集落が点在する山村。1954年に合併で八幡町となった後、現在は郡上市の一部である。かつての八幡町南東部に位置する。
森林資源が豊富であったこともあり、美濃国郡上郡の大半は郡上藩領であるが、この地域は天領が多い。

## 歴史
- 江戸時代、この地域の大部分は天領であった[1]。このこともあり、宝暦年間に発生した郡上一揆に参加した住民はほとんどいなかったという。
- 1897年（明治30年）4月1日 - 美山村、入間村、洲河村、野々倉村、小那比村が合併し、西和良村となる。初期には役場は中之保に置かれたが後に州河へ移動した。
  - 戸数550戸、人口3,502人 1897年（明治30年）
  - 戸数569戸、人口3,383人 1924年（大正13年）
    - 同年の主産物は米2,220石、麦1,199石、繭11,035貫、煎茶6,000貫、番茶1,680貫、ほかに木炭、製材など。
- 1954年（昭和29年）12月15日 - 八幡町（初代）、相生村、川合村、口明方村と合併し、改めて八幡町が発足。同日西和良村廃止。

## 学校
- 西和良村立西和良小学校（現・郡上市立西和良小学校）
  - 入間分校
  - 洲河分校
- 西和良村立小那比小学校
- 西和良村立西和良中学校
- 西和良村立小那比中学校